# 2-亚氨基四氢噻吩
2-亚氨基四氢噻吩是一种环状硫代亞胺酯，又称Traut试剂。它是一个硫醇盐化试剂，能与伯胺类（比如氨基酸）反应，生成巯基。

## 应用
2-亚氨基四氢噻吩能在7至9的pH下与伯胺有效反应，生成含有巯基的脒化合物。因此，它能通过二硫化物或硫醚共轭将蛋白质等分子交叉链接或标记。它首次由罗伯特·特劳特（Robert Traut）和同事使用，将大腸桿菌核糖体的亞基转化为硫醇盐。
它也能在高pH下与脂肪族化合物和苯酚羟基反应，但速率慢很多。

2-亚氨基四氢噻吩与一个肽的氨基反应。